# میلینگ، استرالیای غربی
میلینگ (به انگلیسی: Miling) یک شهرک در استرالیا است که در استرالیای غربی واقع شده‌است.